# ليف زادوف
وُلد ليف نيكولافيتش زادوف (زينكوفيسكي) في 11 أبريل 1893 في فيسيلايا، وتوفي في 25 سبتمبر 1938 في كييف. كان رئيسًا للجيش الأوكراني الثوري المتمرد ولاحقًا عميلًا في الشرطة السرية السوفيتية. ولد باسم ليف زادوف، وغير كنيته إلى زينكوفيسكي.

## نشأته
ولد ليف في فيسيلايا، وهي مستعمرة زراعية يهودية روسية صغيرة في مقاطعة أليكساندروفسكي. مرت عائلته بين 1989 و1900 بأوقات عصيبة، ورحلوا إلى يوزوفكا، حيث وجد والده عملًا بالفحم. تخرج ليف من مدرسة ابتدائية يهودية، وبدأ العمل كعامل يدوي في معمل ترقيق معادن، ولاحقًا في منشأة يوزوفكا للتعدين.

## ثائر بالسر على السلطة وعقوبة أشغال شاقة
انضم ليف إلى المجموعة الثائرة على السلطة في منشأة التعدين قبل عام 1912، وكان عضوًا لمدة طويلة في مجموعة دونتسيك الشيوعية الثائرة في يوزوفيسك. شارك في عدة عمليات سطو مسلح كانت معهودة لدى الثائرين على السلطة لتمويل نشاطاتها. وكانت المجموعات التي تنخرط في مثل هذه الأعمال تسمى «الإرهابيون من غير هدف» جاءت من «الإرهاب بلا هدف». وخلال هذه الفترة من النشاط هناك، سطا مع غيره على تعاونية عمالية رسمية في منجم، ومكتب للنقود في ديبالتسيف. اعتُقل وأُدين عام 1913 بالسطو على مكتب بريد وحكم عليه بالأعمال الشاقة لمدة 8 سنوات.

## من ثورة فبراير حتى ماكنو
أُطلق سراح ليف بعد ثورة فبراير 1917 مع سجناء ثوريين آخرين، وانتُخب عضوًا في المدينة السوفيتية يوزوفكا بعد ذلك بقليل. كان ذا دور مفيد في تنظيم القوة الثورية البرلمانية في يوزوفكا، وانضم للجيش الأحمر في ربيع عام 1918 مع مجموعته. وكان أخوه الأصغر دانييل عضوًا في القوة أيضًا، وارتقى ليف بالرتب بسرعة وأصبح نائب قائد فوج. قاتل فوج ليف لمنع تقدم الجيش الألماني وقوات تسينترالنا رادا لكنه هُزم وانسحب نحو تساريتسين. انشق أخوة ليف عن الجيش الأحمر وعادوا إلى أوكرانيا للانضمام مع الثائرين.

## الفترة التي كان فيها عضوًا في مجموعات ماكنو القتالية
انضم ليف إلى مجموعات نيستور ماكنو القتالية في أغسطس 1918، وأصبح بسرعة رئيس الكونترازفيدسكا، وهي الاستخبارات العسكرية للجيش الثوري الأوكراني المتمرد. ووفقًا لشهود عيان كثر، كان عضوًا في الدائرة الضيقة حول ماكنو وأصدقاء زوجته. يُنسب له إنقاذ حياة ماكنو عدة مرات خلال المناوشات مع قوات الجيش الأحمر. وفي 28 أغسطس 1921، نظم ليف هروبه من بقايا مجموعات ماكنو إلى رومانيا. وجندته إدارة الأمن الروماني مع أخيه عام 1924 للانضمام إلى مجموعة سرية مناهضة للسوفيت وليُرسل للاتحاد السوفيتي.

## عميل الشرطة السرية السوفيتية
بعد عبور ليف الحدود الرومانية السوفيتية، سلم نفسه للسلطات السوفيتية وانضم إلى الشرطة السرية السوفيتية، وعمل في مكتبهم في أوديسا. أصبح أخوه دانييل شرطيًا سريًا في تيراسبول. وكان ليف مفيدًا في القضاء على عدة مجموعات مسلحة مناهضة للسوفيت. تُنسب له إدارة أنجح عمليات الاستخبارات السوفيتية  ضد رومانيا، ومُنح سلاحًا شخصيًا ذهبيًا «للقتال الناجح ضد مناهضي الثورة». اعتُقل أخوة ليف خلال «حملة التطهير الكبيرة» في سبتمبر 1937، واتُّهموا بالتعاون مع الاستخبارات السرية الأجنبية، وأُعدموا رميًا بالرصاص في 25 سبتمبر 1938.

## الحياة الشخصية
تزوج ليف فيرا ماتفينكو عام 1925، ولديه ابنة اسمها آلا زينكوفيسكايا  (وُلدت عام 1925) وابن اسمه فاديم زينكوفيسكايا  (وُلد عام 1926). تطوعت آلا بالانضمام إلى الجيش الأحمر في بداية الحرب الألمانية السوفيتية، وقُتلت في 13 يونيو 1942 أثناء قتالها في سيفاستوبول. تقاعد فاديم من الجيش السوفيتي عام 1977 برتبة كولونيل.

## الوصف الثقافي
وُصف ليف زادوف في روايات تولستوي «الطريق إلى كالفاري» بأنه قاتل عديم الرحمة لكنه جبان، اشترك في فظائع كثيرة ضد المدنيين لكنه كان يخاف من الانخراط في المعارك. نسب تولستوي العبارة التالية له: «خبئ أسنانك قبل أن أجعلها تطير خارجًا» و«أنا ليف زادوف، أنا سأتكلم وأنت ستخاف» وأصبحت جزءًا من العامية الروسية. وثبت اليوم أن تولستوي قد استخدم كتيّبًا نُشر عام 1924 في كييف للحصول على معلوماته عن زادوف.